# Comitè per l'Autodeterminació de la Catalunya Nord
El Comitè per l'Autodeterminació de la Catalunya Nord és una organització que té per objectiu celebrar un referèndum per consultar a la població de la Catalunya Nord sobre la independència de Catalunya. L'entitat té de responsables Robert Casanovas, que la presideix, Gérard Lenfant com a secretari general i Jean Codognès.
Van treballar amb el partit Unitat Catalana per a obtenir un estatut especial com el de Còrsega que els atorgués més autonomia en qüestions lingüístiques i culturals. Els següents passos a perseguir per a l'ens serien la independència de França i l'annexió a la Catalunya del Sud.